# Melanagromyza vignalis
Melanagromyza vignalis este o specie de muște din genul Melanagromyza, familia Agromyzidae, descrisă de Spencer în anul 1959. Conform Catalogue of Life specia Melanagromyza vignalis nu are subspecii cunoscute.